# Fissidens mnevidis
Fissidens mnevidis là một loài Rêu trong họ Fissidentaceae. Loài này được J.J. Amann mô tả khoa học đầu tiên năm 1922.